# Lebaksiu Lor
Lebaksiu Lor is een bestuurslaag in het regentschap Tegal van de provincie Midden-Java, Indonesië. Lebaksiu Lor telt 4635 inwoners (volkstelling 2010).